# Wolfgang Knorr
Detlef Walter Wolfgang Knorr (* 30. Mai 1911 in Wolkenburg; † 4. Juli 1940 in Frankreich) war ein deutscher Mediziner und Rassentheoretiker.

## Leben
Als Sohn des Arztes Alfred Knorr wuchs er im Erzgebirge auf und studierte an der Universität Leipzig Medizin und Rassenkunde, wo er 1936 mit der Dissertation „Die Kinderreichen in Leipzig“ zum Dr. phil. promoviert wurde. Im gleichen Jahr erhielt er eine Stelle am Deutschen Hygiene-Museum in Dresden, wo er in der Abteilung Erb- und Rassenkunde arbeitete und speziell forschend tätig wurde zur nationalsozialistischen Rassenwissenschaft und Rassenpolitik. Daneben nahm er einen Lehrauftrag für Rassenpflege an der Universität Leipzig wahr. 1939 wurde er an der Universität Rostock mit der Arbeit „Vergleichende erbbiologische Untersuchungen an drei asozialen Großfamilien“ zum Dr. med. promoviert.
1932 trat er in die NSDAP ein (Mitgliedsnummer 1.135.216) und machte hier rasch Karriere. Zunächst war er ehrenamtlich als NSDAP-Kreisredner und ab 1933 als Gauredner tätig. Nach einer Zeit als Stellvertreter erfolgte am 1. Februar 1936 seine Beförderung zum Gauamtsleiter im Rassenpolitischen Amt der NSDAP in Sachsen. 1939 wurde er Reichshauptstellenleiter für die „Praktische Bevölkerungspolitik“. Unter anderem forderte Knorr ein "Gesetz gegen die Überhandnahme des Untermenschentums", das es ermöglichen sollte, alle von den Nationalsozialisten zu „Gemeinschaftsunfähigen“ Erklärten zwangsweise zu sterilisieren.
1938 wurde er SA-Standartenführer. Anfang Juli 1940 starb er im Alter von 29 Jahren als Assistenzarzt in Frankreich an einer Überdosis Morphium, vermutlich infolge eines Suizids.

## Veröffentlichungen
- Dissertation zum Dr. phil.; Die Kinderreichen in Leipzig; Zeitschrift für Geopolitik; Beih. 13; Heidelberg, Berlin; Vowinckel 1936, DNB
- Dissertation zum Dr. med.; Vergleichende erbbiologische Untersuchungen an drei asozialen Großfamilien; Berlin, de Gruyter 1939; DNB
- Das Ehrenkreuz der Deutschen Mutter; aus: Volk und Rasse; H. 3/1939; München, Lehmann, 1939; DNB
- Auslese kinderreicher Familien; in: Ziel und Weg; 8/1938, S. 561; und in: Politische Erziehung; H. 1/1938, S. 1–7.
- Praktische Rassenpolitik; in: Volk und Rasse; H. 3/1939,  S. 1–7.